# Burcard d'Ístria
Burcard d'Ístria o Burcard II de Moosburg (+1106 o 1107) fou comte de Moosburg, fill de Burchard I de Moosburg i germà gran de Burcard III que el va succeir al comtat.
Fou designat marcgravi d'Ístria per l'emperador en una data desconeguda abans de 1093, any en què se l'esmenta per primer cop exercint aquest càrrec en un diploma d'Enric IV junt amb altres nobles bavaresos. Aparentment només va portar el títol però mai va tenir un domini efectiu del marcgraviat. El 1101 fou nomenat vogt d'Aquileia i ja no torna a aparèixer com a marcgravi.
El 13 de febrer de 1107 ja era mort, però encara que no feia molt no se sap si va morir el mateix 1107 o l'any anterior. De la seva esposa Acica va deixar una filla de nom Matilda casada amb un Conrad que apareix com a Vogt d'Aquileia després de la mort de Burcard.